# Lazarus Bendavid
Lazarus Bendavid (Berlim, 18 de outubro de 1762 – Berlim, 28 de março de 1832) foi um matemático, filósofo e pedagogo judeu alemão.

## Formação e carreira
Filho de David Lazarus e sua mulher Chawa, filha do fabricante de mostarda berlinense David Hirsch. Após frequentar a Yeshivá começou a estudar matemática e filosofia  na Universidade de Halle, seguindo depois para a Universidade de Göttingen, onde como professor particular conheceu, dentre outros, Georg Christoph Lichtenberg.
Após receber o diploma foi Privatdozent. Com este cargo foi no final de 1791 para a Universidade de Viena lecionando filosofia durante seis anos, procurando popularizar as ideias de Immanuel Kant.
Em 1797 retornou para Berlim, onde começou a escrever para diversas revistas e jornais.
A partir de 1806 foi chamado para ser diretor da Jüdische Freischule Berlin, cargo que manteve até 1826, quando aposentou-se.
Lazarus Bendavid morreu em 1832 aos 69 anos de idade em Berlim. Foi sepultado no Jüdischer Friedhof Schönhauser Allee. Sua sepultura não foi preservada.

## Obras
- Über die Parallellinien, 1786
- Versuch einer logischen Auseinandersetzung des mathematischen Unendlichen, 1789 (Digitalisat)
- Etwas zur Charakteristik der Juden, 1793
- Versuch über das Vergnügen, 1794
- Vorlesungen über die Critik der reinen Vernunft, 1794
- Vorlesungen über die Critik der practischen Vernunft, 1796 (Digitalisat)
- Vorlesungen über die Critik der Urtheilskraft, 1796
- Beyträge zur Kritik des Geschmacks, 1797
- Vorlesungen über Die Metaphysischen Anfangsgründe der Naturwissenschaft, 1798 (Digitalisat)
- Versuch einer Geschmackslehre, 1799 (Digitalisat)
- Aufsätze verschiedenen Inhalts, 1800 (Digitalisat)
- Über den Ursprung unserer Erkenntnis, 1801
- Versuch einer Rechtslehre, 1802
- Selbstbiographie, 1806 (Webseite mit dem Text)
- Über die Religion der Ebräer vor Moses, 1812
- Zur Berechnung des jüdischen Kalenders, 1817